# 139 (عدد)
139 عدد صحيح. طبيعي بين 138 و140

## في الرياضيات
- 139 عدد أولي. 139 و 137 عددان أوليان توأم
- 139 عدد سعيد.